# Ômega 6
Ácidos graxos n−6  (popularmente conhecidos como ácidos graxos ω−6 ou ácidos graxos ômega-6) são uma família de ácidos graxos insaturados que tem em comum uma ligação dupla carbono–carbono na posição n−6, ou seja, na sexta ligação, a partir de sua terminação metil.
Os efeitos biológicos dos ácidos graxos n−6 são mediados por sua conversão em eicosanoides n-6 que se ligam a diversos receptores encontrados em todos os tecidos do corpo. A conversão de tecido ácido araquidônico (20:4n-6) para n-6 Prostaglandina e n-6 hormônios Leucotrienos é objeto de vários estudos para remédios e tratamentos para diminuir excessivas ações n-6 em arteriosclerose, asma, artrite, doenças vasculares, trombose, processos imuno-inflamatórios e proliferação de tumores. Interações competitivas com o ômega 3 afetam a reserva, mobilização, conversão e ação dos precursores eicosanoides n-3 e n-6.
Estudos de 2008 com ratos sugerem que o ácido araquidônico, uma gordura ômega 6, pode destruir neurônios, causando o Mal de Alzheimer.

## Efeitos negativos para a saúde
Algumas pesquisas médicas sugerem que níveis excessivos de ácidos graxos n-6, em relação a certos ácidos graxos n-3, podem aumentar a probabilidade de ocorrência de algumas doenças.
As dietas ocidentais contemporâneas tipicamente têm proporções de ômega 6 para ômega 3 em excesso de 10 para 1, algumas chegam a 30 para 1. A razão indicada é estimada em 4 para 1 ou menor.
Excesso de gorduras n-6 interfere com os benefícios à saúde de gorduras n-3, em parte, porque elas competem pelas mesmas enzimas. A alta proporção de gorduras n-6 para n-3 na dieta altera o estado fisiológico dos tecidos em direção ao aparecimento de várias doenças: pro-trombóticas, pro-inflamatórias e pro-constritivas.
A produção crônica excessiva de eicosanoides n-6 é associada com ataques cardíacos, derrame trombótico, arritmia, artrite, osteoporose, inflamação, alterações de humor, obesidade e câncer. Vários medicamentos usados para tratar e administrar essas condições agem bloqueando os efeitos da potente gordura n-6, o ácido araquidônico. Vários passos na formação e ação dos hormônios n-6 a partir de ácido araquidônico seguem mais vigorosamente do que os correspondentes passos competitivos na formação e ação de hormônios n-3 a partir de ácido eicosapentaenoico. As medicações inibidoras COX-1 e COX-2, usadas para tratar inflamação e dor, agem prevenindo que as enzimas COX convertam ácido araquidônico em compostos inflamatórios. Os medicamentos inibidores de LOX frequentemente usados para tratar asma agem prevenindo que a enzima LOX converta o ácido araquidônico em leucotrienos.  Vários dos medicamentos anti-mania usados para tratar o distúrbio bipolar agem alvejando a cascata de ácido araquidônico no cérebro.
Um alto consumo de omega-6 ácidos graxos polinsaturados (PUFAs), os quais são encontrados na maior parte dos óleos vegetais, pode aumentar a probabilidade de mulheres pós menopausa desenvolvam câncer de mama. Efeitos similares foram observados em relação ao câncer de próstata. Outras análises sugeriram uma associação inversa entre ácidos graxos polinsaturados e risco de câncer de mama, porém ácidos graxos polinsaturados individualmente considerados comportam-se diferentemente. [...] um derivativo 20:2 de ácido linoleico [...] foi inversamente associado com o risco de câncer de mama.